# 허민선
허민선(1990년 7월 12일~)은 대한민국의 걸 그룹 《크레용팝》의 구성원으로 활동하였다. 또한 《크레용팝》에 가장 마지막으로 들어온 멤버였다. 쌍둥이 언니 허민진(초아)과 함께 프로젝트 유닛 그룹을 만들어 《딸기우유》라는 이름으로 활동했다. 가수로 활동할 당시에는 웨이라는 예명을 사용했으며, 2021년 이후 현재에도 본명은 거의 사용하지 않는다.

## 학력
- 성신여자대학교 현대실용음악학과 (재학)

## 음반 목록
- 2016년 《마녀보감》 OST - 늘 (With 초아)

## 출연 작품

### 연기 활동

#### 드라마
- 2016년 : SBS 《당신은 선물》 ... 이경아 역

### 이외 활동

#### 예능
- 2012년 12월 13일 : 온게임넷 《켠김에 왕까지》 - 153회
- 2013년 8월 8일 : 온게임넷 《켠김에 왕까지》 - 183회
- 2013년 10월 12일 : KBS 2TV 《세대공감 토요일》 - 194회 ... 탤런트 민지영, 크레용팝 초아와 함께 출연